# トレボニアヌス・ガッルス
ガイウス・ウィビウス・トレボニアヌス・ガッルス（ラテン語：Gaius Vibius Trebonianus Gallus, 206年 - 253年8月）は、軍人皇帝時代のローマ皇帝（在位：251年6月 - 253年8月）である。

## 生涯
トレボニアヌスはエトルリア人に起源を持つ由緒もある元老院階級の出身であり、アフィニア・ゲミナ・バエビアナ（en）との結婚により2人の子、後に共同皇帝となる息子ガイウス・ウィビウス・ウォルシアヌスと娘ウィビア・ガラ、を得た。この当時の名門の子弟と同じように、軍事と政治の両方の職を経験し、250年に執政官に選出されると、ローマのリーメスを構成するドナウ川防衛を担当するモエシア属州の総督に任命され、ローマを離れた。これは皇帝デキウスの信頼を示すものであった。モエシアで、トレボニアヌス・ガッルスはゴート人の侵入をよく防ぎ、軍人として声望を得た。
251年、デキウスと共同皇帝ヘレンニウス・エトルスクスが、ゴート族とのアブリットゥスの戦いで戦死した。デキウスの息子ホスティリアヌスがヘレンニウスと同様に共同皇帝であった為、2皇帝の死後に後継皇帝となったが、モエシアの軍隊はトレボニアヌスを皇帝と宣言した。ローマ元老院もホスティリアヌスと共にトレボニアヌスの帝位を認めた。
トレボニアヌスはゴート族との和平交渉に臨み、アブリットゥスでゴート族が得た莫大な戦利品や優秀な技術者も含むローマ人の捕虜をそのまま保有することを認め、ローマ領内を侵犯しないという条件付ながら多額の金品を払う旨を約束した。
エドワード・ギボンによると、ゴート族への屈辱的な講和を推進したトレボニアヌスはローマ市民からの侮蔑と嫌悪を買った。また、共同皇帝であったホスティリアヌスが同時期に疫病のために死去したことに対しても、トレボニアヌスに起因すると思われるに至ったとしている。なお、単独皇帝となったトレボニアヌスは息子ウォルシアヌスを共同皇帝とした。
トレボニアヌスの治世は安定したものではなく、サーサーン朝のシャープール1世によるシリア属州への侵略に加えて、講和を結んだはずのゴート族の侵入も止むことは無かった。当時、モエシアおよび上パンノニアの総督であったマルクス・アエミリウス・アエミリアヌスはゴート族を撃退した後、配下のローマ軍団の推挙を得た上で皇帝となることを宣言し、アエミリウスはトレボニアヌスを討つべくローマに進軍した。これに対してトレボニアヌスはウァレリアヌスへ支援を求めると共に、アエミリウスを迎え撃つべくインテラムナ（現在のテルニ）まで進軍したが、同地で息子ウォルシアヌスとともに自陣内で殺害された。
アエミリウスは元老院から皇帝として認められ、3ヵ月統治した。しかし、皇帝を称してレーヌス（ライン川河畔の地方）総督ウァレリアヌスがイタリアに進軍してきた253年8月、自分の軍隊によってアエミリウスも暗殺された。

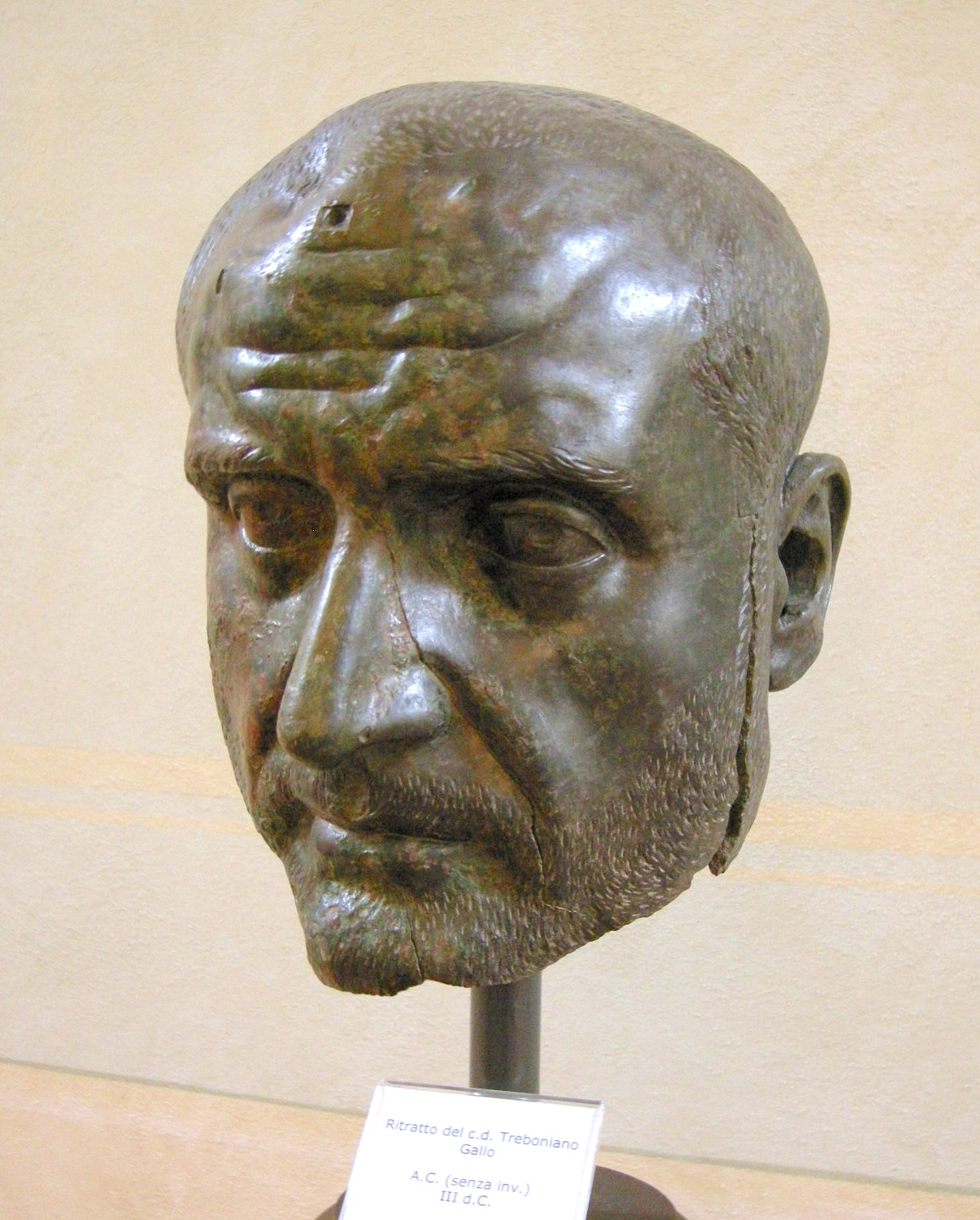
トレボニアヌス・ガッルスの頭像

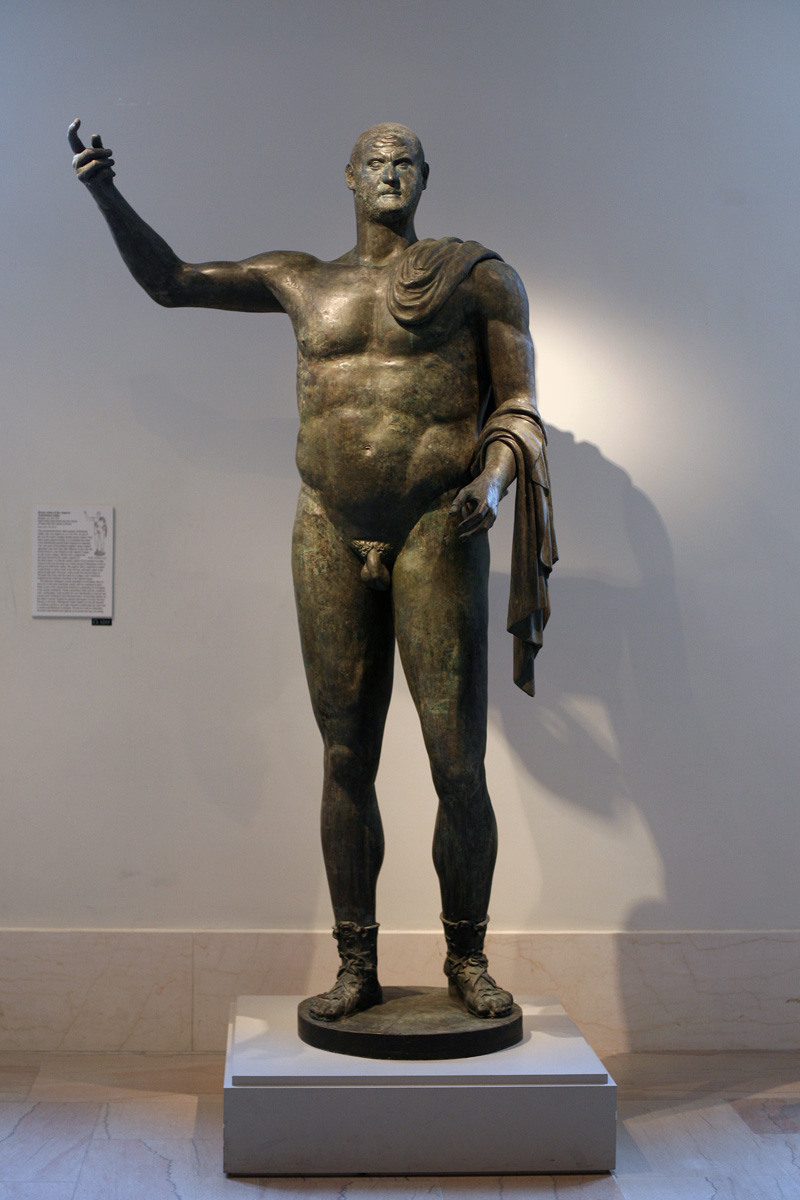
トレボニアヌスの銅像